# Пёнхан (племенной союз)
Пёнха́н или Пёнджин — племенной союз на территории Кореи, существовавший с начала нашей эры до IV века в южной части Корейского полуострова. Пёнхан относится южнокорейскими историками к Самхан («Три Хан»), наряду с Махан и Чинхан.

## История
Пёнхан, как и другие союзы Самхан, являлся частью Чин, располагавшегося на юге полуострова.
Существуют археологические находки, показывающие, что в III веке Пёнхан серьёзно наращивал военную мощь, производя большое количество оружия. К этому периоду относятся находки множества наконечников стрел, доспехов и другого военного снаряжения. Это говорит о упорной борьбе с соседями, в частности с более централизованной конфедерацией Кая, которая вскоре вобрала в себе большую часть племён Пёнхана. Затем Кая была подчинена Силлой, одним из Трёх раннефеодальных корейских государств.

## Культура и торговля
Китайская летопись «Саньгочжи» указывает на то, что язык и культура Пёнхана были идентичны языку и культуре соседнего Чинхана, это подтверждается археологами. Возможно Пёнханом называли не имеющие центральной власти племена, располагавшиеся в южной и западной частях бассейна реки Нактонган и не входившие в состав Чинхана.
Согласно китайской хронике III века Вэй Чжи, Пёнхан был знаменит производством железа, которое экспортировалось в северные китайские округа, в Японию и в другие части Корейского полуострова. Также процветали ремёсла, связанные с обработкой камня.

## Члены союза
Согласно «Саньгочжи», Пёнхан состоял из 12 племён:
- Миримидон (미리미동국/彌離彌凍國)
- Чопто (접도국/接塗國)
- Кочамидон (고자미동국/古資彌凍國), на территории современного уезда Косон.
- Косунси (고순시국/古淳是國)
- Панно (반로국/半路國)
- Акно (악노국/樂奴國)
- Кунми (군미국/軍彌國)
- Миояма (미오야마국/彌烏邪馬國), Корён
- Камно (감로국/甘路國)
- Куя (구야국/狗邪國), Кимхэ
- Чуджома (주조마국/走漕馬國)
- Аня (안야국/安邪國), Хаман
- Тонно (독로국/瀆盧國), Пусан